# Spoorlijn 12 Antwerpen - Lage Zwaluwe
Spoorlijn 12 Antwerpen - Lage Zwaluwe is de grensoverschrijdende spoorlijn die als spoorlijn 12 Antwerpen verbindt met de Belgisch-Nederlandse grens en als Nederlandse spoorlijn verdergaat naar Roosendaal en Lage Zwaluwe, en daar aantakt aan de spoorlijn Breda - Rotterdam. Lage Zwaluwe is daarmee al lang slechts een stoptreinstation op de trajecten Roosendaal - Dordrecht en Breda - Dordrecht. De lijn is in totaal 64 kilometer lang, waarvan 33 kilometer in België en 31 kilometer in Nederland. Bij de NMBS is 'lijn 12' het traject Antwerpen-Centraal - Roosendaal met in Antwerpen een kortere route via spoorlijn 25, de Noord-Zuidverbinding.
De eerste 9 km van lijn 12 (van Antwerpen-Centraal rondom de oostkant van de stad tot Y Luchtbal) worden alleen maar gebruikt als calamiteitenroute of door lege passagierstreinen die in Antwerpen-Schijnpoort bundels C – F gaan rangeren en er mogelijk worden gewassen en/of onderhouden.
De spoorverbinding is de oudste en was tot 2008 de belangrijkste tussen België en Nederland.
Het traject Roosendaal-Antwerpen dateert van 1854. Tevens is dit het eerste geëlektrificeerde grensoverschrijdende baanvak in Europa (september 1957).

## Geschiedenis

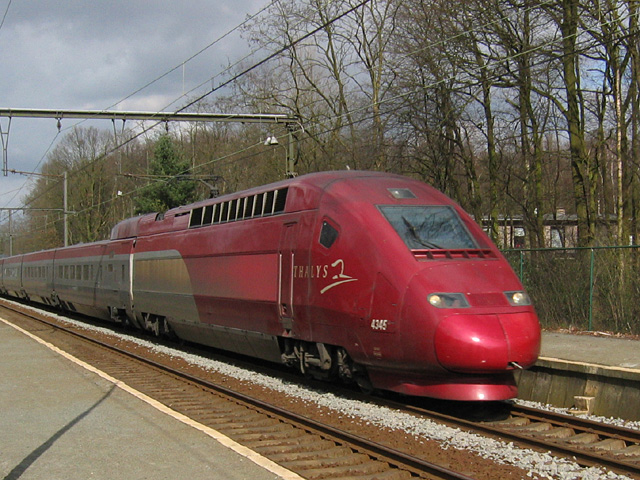
Een Thalys rijdt door het station van Heide

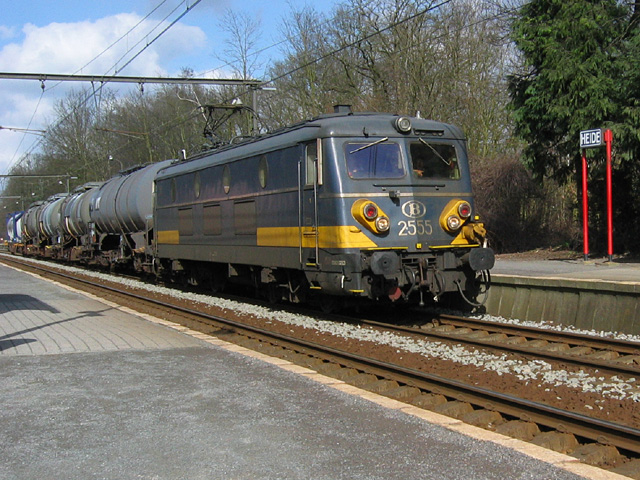
Een goederentrein met NMBS-locomotief serie 25.5 rijdt door het station van Heide

Op 9 juli 1852 sloten België en Nederland een verdrag om een nieuwe spoorlijn aan te leggen, die Antwerpen met Rotterdam zou verbinden. Op 26 juni 1854 werd de spoorlijn van Antwerpen naar Roosendaal officieel ingehuldigd. Op 20 oktober van hetzelfde jaar werd het baanvak Roosendaal - Oudenbosch geopend. Ruim twee maanden later, op 24 december, volgde het baanvak Oudenbosch - Zevenbergen en ten slotte konden de treinen op 1 mei 1855 de haven van Moerdijk bereiken. Vanaf Moerdijk kon men met per raderstoomschip verder reizen naar Rotterdam.
De Société Anonyme des chemins de fer d'Anvers à Rotterdam (AR) verzorgde de exploitatie; op 1 januari 1864 werd de exploitatie overgenomen door de Grand Central Belge. Op 1 mei 1876 opende de Staat der Nederlanden een verbindingsspoor van Zevenbergen naar Lage Zwaluwe, waar de lijn aansloot op de spoorlijn Breda - Rotterdam (Staatslijn I). In 1880 werd de spoorlijn aan Belgische zijde genationaliseerd en voortaan door de Belgische staat geëxploiteerd. Daarop werd aan Nederlandse zijde de exploitatie overgenomen door de SS, die meteen de overbodig geworden lijn Zevenbergen - Moerdijk sloot.
In Antwerpen reden de treinen op straatniveau door de stad, ongeveer via de route Rotterdamstraat - Hollandstraat - Trapstraat, dit resulteerde in lange wachttijden aan de overwegen. Daarom werd in 1871 besloten een ringlijn aan de oostzijde van de stad aan te leggen. Op 1 januari 1873 nam men dit oostelijke ringspoor in gebruik; het liep van Antwerpen-Centraal (dat voor 1905 nog Antwerpen-Oost heette), langs station Borgerhout (van 1905 tot 2011 Antwerpen-Oost), station Zurenborg (van 1905 Antwerpen-Schijnpoort geheten) naar station Stuyvenberg (van 1905 tot 2011 Antwerpen-Dam).
Aanvankelijk liep alles over een enkel spoor. Vanwege de toenemende drukte legde de spoorwegmaatschappij in de jaren 1881-'82 een dubbelsporige lijn aan.
Op 20 maart 2022 ging ETCS level 2 full supervision in dienst tussen de grens en Kapellen.

## Beschrijving
Van Antwerpen-Oost naar Antwerpen-Noorderdokken loopt spoorlijn 12 parallel met spoorlijn 27A. Alleen bij Ekeren is er een verbinding tussen de beide lijnen, die samen het oostelijke ringspoor rond Antwerpen vormen. De maximumsnelheid op de lijn bedraagt 130 km/u.

### Elektrificatie

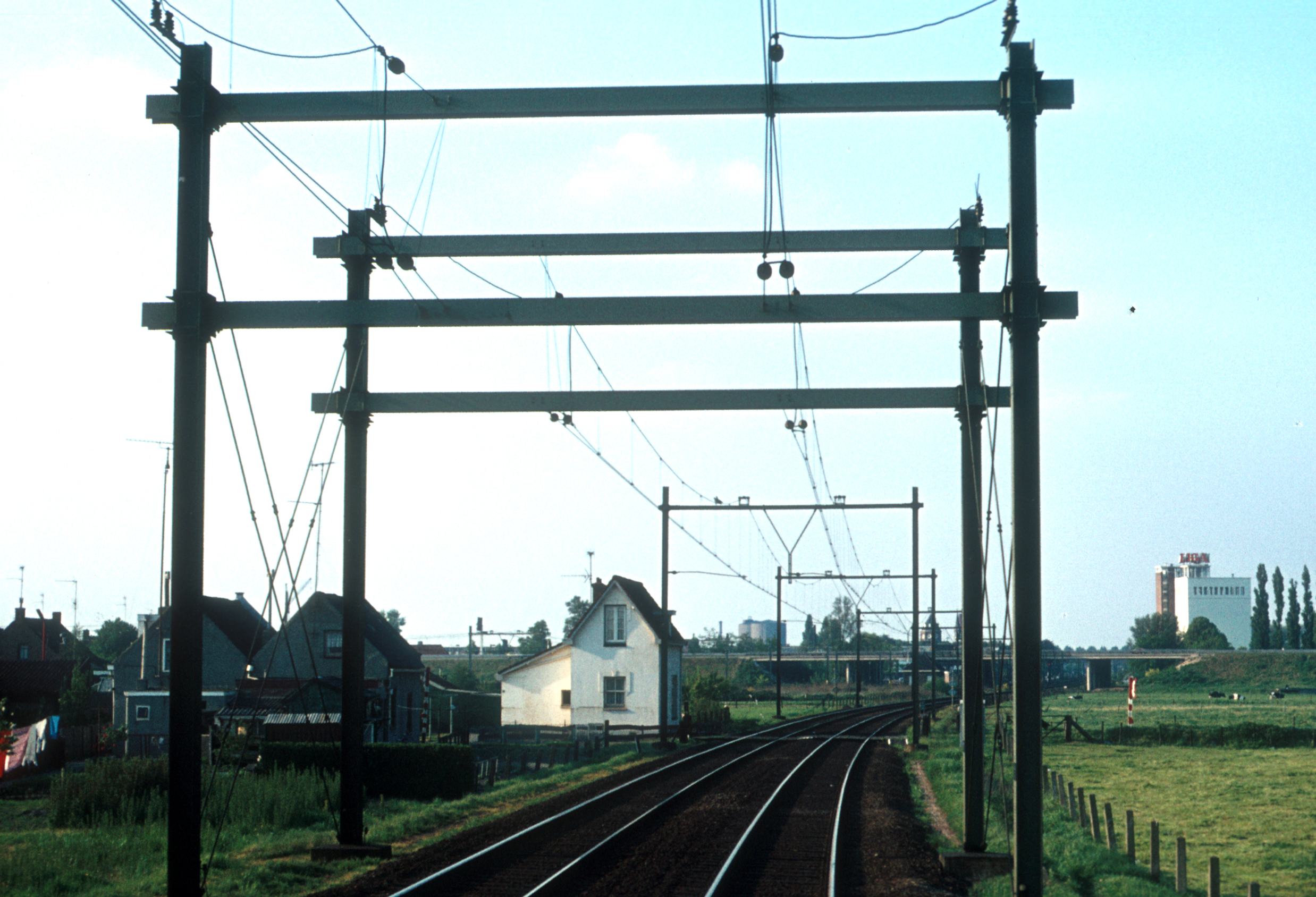
Spanningssluis Roosendaal

Vanaf 2 juni 1957 is de lijn geëlektrificeerd. Tussen Essen en Roosendaal bevindt zich een spanningssluis, voor de overgang van 3000 V bovenleidingsspanning in België naar 1500 V in Nederland. De meeste Belgische elektrische treinen kunnen zonder speciale aanpassingen de grens over tot Roosendaal, zij het met beperkt vermogen door de lagere spanning.
Voor internationale treinen die een langer traject in Nederland afleggen wordt meerspanningsmaterieel gebruikt. Het eerste speciaal geschikte materieel was vanaf 1957 het Materieel '57, een aangepaste versie van de Nederlandse Hondekop, dat tot 1986 als Beneluxtrein reed. Later volgden de NMBS-locomotiefreeksen 25.5 (vanaf 1974) en 11.8 (tussen 1986 en 2012) en HLE 28 (vanaf 2008) en de Thalys (vanaf 1996).

### Buiten gebruik ten zuiden van Antwerpen-Luchtbal
Na het indienststelling van de tunnel op spoorlijn 25 tussen Antwerpen-Centraal en -Luchtbal in 2007 bleven nog enkele stoptreinen rijden langs Antwerpen-Dam en Antwerpen-Oost tot in 2011; sindsdien gaan alle passagierstreinen, buiten enkele personeelstreinen, tussen het noorden en het zuiden van het Antwerpse door de tunnel. Deze twee stations zijn buiten gebruik gesteld. In het kader van een mogelijke heropening voor de S-trein Antwerpen zijn ze niet afgebroken, maar voorlopig stoppen er geen passagierstreinen meer; tussen hen blijft station Antwerpen-Schijnpoort in gebruik voor het opstellen, wassen en onderhouden van lege passagierstreinen aan de westkant (spoorlijn 12) en voor het laden en lossen van containers en wisselen van locomotieven op goederentreinen aan de oostkant (spoorlijn 27A).

## Stations en gebouwen
Overzicht van stations langs de lijn (cursief: voormalig station):
| Station                 | Geopend | Huidig gebouw                                                                      |
| ----------------------- | ------- | ---------------------------------------------------------------------------------- |
| Antwerpen-Centraal      | 1854    | 1905, EB, 3e gebouw, uniek ontwerp van Delacenserie                                |
| Antwerpen-Oost          | 1873    | 1960, NMBS, 2e gebouw, uniek ontwerp van Léonard-Etienne, station gesloten in 2011 |
| Borgerhout              | 1905    | geen, station gesloten voor 1924                                                   |
| Schijnpoort             | 1873    | geen                                                                               |
| Antwerpen-Dam           | 1854    | 1892, EB, uniek ontwerp, station gesloten in 2011                                  |
| Antwerpen-Luchtbal      | 2003    | 2006, NMBS, 1e gebouw, uniek ontwerp                                               |
| Antwerpen-Luchtbal      | 1932    | geen, station verplaatst in 2003                                                   |
| Antwerpen-Noorderdokken | 1974    | geen                                                                               |
| Ekeren                  | 1854    | 1882, EB, 2e gebouw, type 1881                                                     |
| Sint-Mariaburg          | 1933    | geen                                                                               |
| Heikestraat             | 1933    | geen, station gesloten in 1940                                                     |
| Kapellen                | 1854    | 1854, EB, 1e gebouw, uniek ontwerp                                                 |
| Kapellenbos             | 1911    | geen, station gesloten in 1994                                                     |
| Heide                   | 1897    | 1911, EB, 1e gebouw, type 1893                                                     |
| Kijkuit                 | 1933    | geen                                                                               |
| Kalmthout               | 1854    | 1897, EB, 2e gebouw, type 1881                                                     |
| Wildert                 | 1881    | geen, gebouw begin jaren 90 gesloopt                                               |
| Essen                   | 1854    | 1901, EB, 2e gebouw, uniek ontwerp                                                 |
| Roosendaal              | 1854    | 1949, NS, 3e gebouw, uniek ontwerp van Van Ravesteyn                               |
| Oudenbosch              | 1854    | 1854, AR, 1e gebouw, uniek ontwerp verwant aan Zevenbergen                         |
| Zevenbergen             | 1854    | 1854, AR, 1e gebouw, uniek ontwerp verwant aan Oudenbosch                          |
| Lage Zwaluwe            | 1883    | Nieuw gebouw, oud gebouw gesloopt in 2000 om plek te maken voor de HSL-Zuid        |
| Moerdijk AR             | 1855    | geen, station gesloten in 1880                                                     |

Station Moerdijk AR lag niet direct aan de huidige spoorlijn, maar aan het eindpunt, van waar de boot richting Rotterdam genomen kon worden. Met de ingebruikname van het verbindingsspoor tussen Zevenbergen en Lage Zwaluwe, in 1876, en de overname van de exploitatie door de SS is dit deel van de lijn en station Moerdijk AR buiten gebruik gesteld.

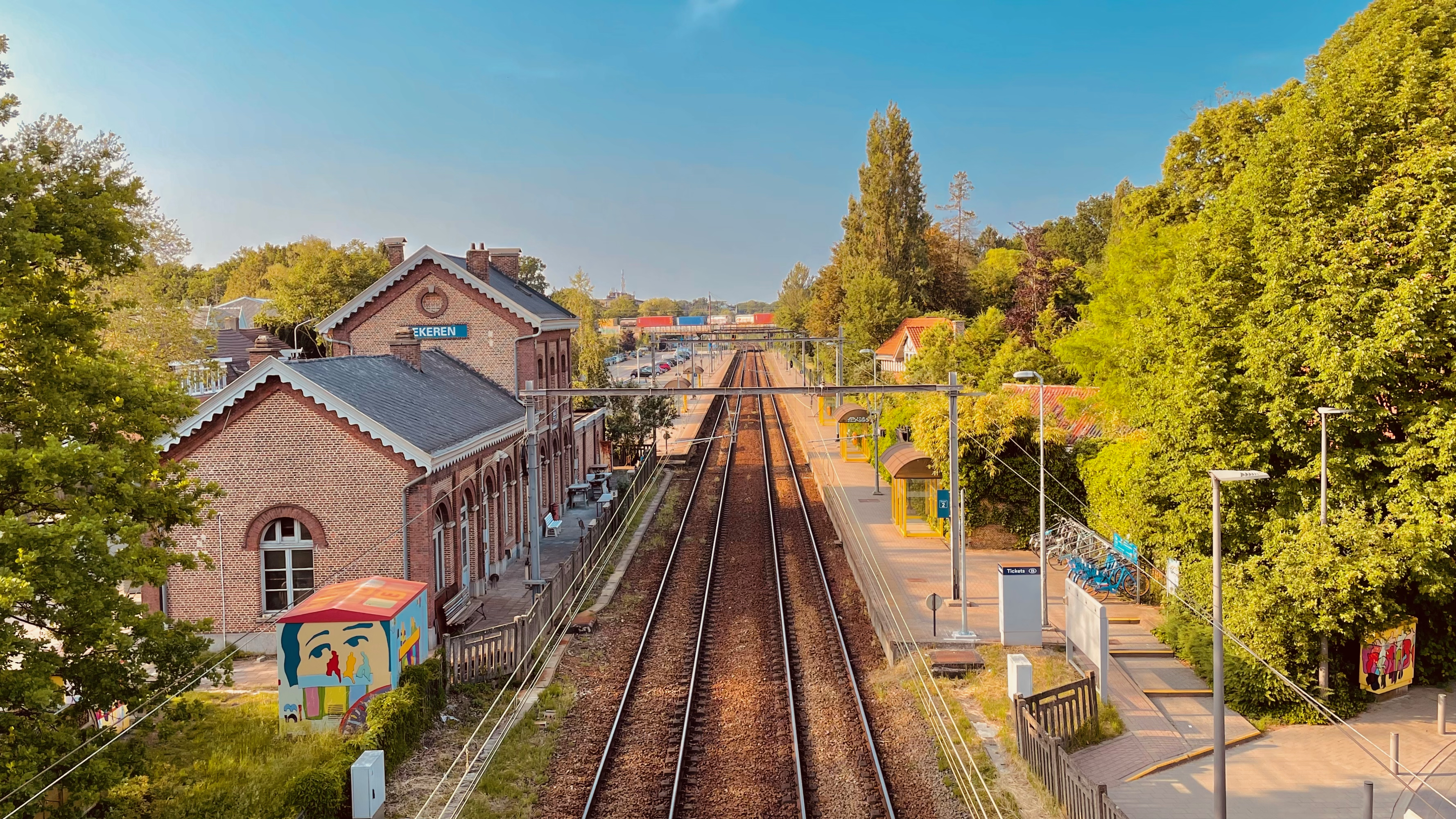
Spoorlijn 12 ter hoogte van station Ekeren

## Treindienst
Deze lijn is tot 2012 de belangrijkste internationale spoorverbinding tussen België en Nederland geweest. 
Per 9 december 2012 is de hogesnelheidslijn Schiphol - Antwerpen in gebruik genomen en zijn alle doorgaande internationale treinen daarover gaan rijden. De route via Roosendaal wordt daarmee de voordeligere (maar wat trage) reismogelijkheid waarvoor men niet hoeft te reserveren. Na het Fyra fiasco, werd de Beneluxtreindienst via de Roosendaal route, al op 18 februari 2013, gedeeltelijk hersteld. Pas op 9 april 2018 wordt deze treindienst overgeschakeld naar de HSL Breda route. De Thalys is op de hogesnelheidslijn blijven rijden. Verder wordt de spoorlijn nog voor reizigers- en goederenvervoer gebruikt.

### Internationaal
De trein S32 Puurs – Roosendaal gaat eenmaal per uur met 17 haltes onderweg.

#### Geschiedenis
Vanouds waren de Belgische stoptreinen (vroegen omnibustreinen genoemd) vanuit Antwerpen beperkt tot Essen, vanwaar lokale reizigers konden overstappen op internationale treinen nadat de grensformaliteiten geregeld waren. Essen was in die tijd een volwaardig groot grensstation met restauratie. Na de elektrificatie en introductie van de Beneluxtrein in september 1957 was Essen de verplichte overstapplaats voor de lokale reizigers.
Aanvullend op de Beneluxtrein werd in 1980 met het toen nieuwste NMBS materieel de IC-uurdienst Oostende - Brugge - Gent - Lokeren - St.Niklaas - Antwerpen - Roosendaal geïntroduceerd met in Roosendaal aansluiting richting Rotterdam en Breda. Deze treinen stopten niet in Essen en reden voorbij de spanningsluis op ¼ van hun vermogen door het verschil in stroomspanning. Hiermee reden er per uur twee treinen in een regelmatige halfuurdienst tussen Antwerpen en Roosendaal. De IC-stop in Essen werd in 1982 overgenomen door de IC Oostende - Roosendaal, waardoor de Benelux versneld kon worden. De lokale stoptreinreizigers moesten dan overstappen in zowel Roosendaal als Essen (overstaptijd een halfuur) om naar de Nederlandse Randstad te reizen.
Met de inkrimping van de IC in 1994, waarbij niet meer in het weekeinde werd gereden tussen Roosendaal en Antwerpen, werd de stoptrein op deze tijdstippen doorgetrokken van Essen naar Roosendaal en na afschaffing in 1998 van de hele IC treindienst Oostende - Roosendaal op alle tijden. In 1998 werd de sneltreindienst vanuit Charleroi doorgetrokken naar Roosendaal. Door de grote onregelmatigheid van deze treindienst en de korte keertijd in Roosendaal, werd deze treindienst na een jaar weer ingeperkt tot Essen.
De Beneluxtrein was de Intercity Brussel-Zuid - Antwerpen-Centraal - Roosendaal - Amsterdam Centraal; deze ging ook eenmaal per uur. Deze was sneller, maar werd op 9 december 2012 opgeheven, waardoor de stoptrein, nog steeds een uurdienst, de enige verbinding werd. Tegen het afschaffen van de Beneluxtrein via Roosendaal is verzet geweest. Begin 2013 werd de Beneluxtrein weer deels hersteld in verband met het fiasco van de Fyra en later volledig tot 9 april 2018.
| Serie     | Treinsoort               | Route | Bijzonderheden |
| --------- | ------------------------ | --- | --- |
| IC 05     | Intercity (NMBS)         | Charleroi-Centraal – Brussel-Zuid – Antwerpen-Centraal – Antwerpen-Luchtbal                                                                                               | Rijdt alleen op werkdagen. |
| IC 07     | Intercity (NMBS)         | Charleroi-Centraal – Brussel-Zuid – Antwerpen-Centraal – Essen | Rijdt alleen op werkdagen. |
| 2200      | Intercity (NS)           | Amsterdam Centraal – Amsterdam Sloterdijk – Haarlem – Leiden Centraal – Den Haag HS – Delft – Schiedam Centrum – Rotterdam Centraal – Dordrecht – Roosendaal – Vlissingen | Rijdt op weekdagen overdag 1x/uur en vormt een halfuurdienst met series 2300 (tussen Amsterdam Centraal en Roosendaal) en 6500 (tussen Roosendaal en Vlissingen). 's Avonds en in het weekend rijdt deze serie 2x/uur. |
| 5100      | Sprinter (NS)            | Den Haag Centraal – Den Haag HS – Delft – Schiedam Centrum – Rotterdam Centraal – Rotterdam Blaak – Rotterdam Lombardijen – Dordrecht                                     | |
| 5900      | Sprinter (NS)            | Dordrecht – Roosendaal | Rijdt na 20:00 uur en in het weekend 1x/uur. |
| P 8220    | Piekuurtrein (NMBS)      | [ Hamont – ] / [ Essen – Antwerpen-Centraal – ] Leuven – Heverlee | Een trein op zondagavond. |
| S 32 2350 | S-trein Antwerpen (NMBS) | Puurs – Antwerpen-Centraal – Essen | Rijdt alleen op werkdagen. |
| S 32 2550 | S-trein Antwerpen (NMBS) | Puurs – Antwerpen-Centraal – Essen – Roosendaal | |

### Goederenverkeer
Goederenverkeer van en naar rangeerterrein Kijfhoek (bij Rotterdam) en de havens van Antwerpen en transittreinen (treinen zonder overlaadpunt in bijvoorbeeld Nederland). In totaal is er ruimte beschikbaar voor drie goederentreinen per uur, per richting.
In 2015 werd de aansluiting van de goederenspoorlijn naar het bedrijventerrein Borchwerf II bij Roosendaal, die al enige jaren tevoren was aangelegd, op het hoofdnet tot stand gebracht.

## Aansluitingen
In de volgende plaatsen is of was er een aansluiting op de volgende spoorlijnen:
Antwerpen-Centraal
Spoorlijn 59/1 tussen Antwerpen-Centraal en Y West Berchem
Y Antwerpen-Oost
Spoorlijn 27/1 tussen Y Noord Berchem en Y Antwerpen Oost
Antwerpen-Oost
Spoorlijn 27A tussen Hoboken-Kapelstraat en Bundel Rhodesië
Antwerpen-Schijnpoort
Spoorlijn 12B tussen Antwerpen-Schijnpoort en Antwerpen-Dokken & Stapelplaatsen
Spoorlijn 27A tussen Hoboken-Kapelstraat en Bundel Rhodesië
Antwerpen-Dam
Spoorlijn 27A tussen Hoboken-Kapelstraat en Bundel Rhodesië
Antwerpen-Luchtbal
HSL 4 tussen Schiphol en Antwerpen-Luchtbal
Spoorlijn 25 tussen Brussel-Noord en Antwerpen-Luchtbal
Spoorlijn 27A tussen Hoboken-Kapelstraat en Bundel Rhodesië
Antwerpen-Noorderdokken
Spoorlijn 27A tussen Hoboken-Kapelstraat en Bundel Rhodesië
Roosendaal
Spoorlijn tussen Roosendaal en Vlissingen
Spoorlijn tussen Roosendaal en Breda
Lage Zwaluwe
Spoorlijn tussen Breda en Rotterdam
Spoorlijn tussen Lage Zwaluwe en 's-Hertogenbosch
Spoorlijn tussen Lage Zwaluwe en Moerdijk haven

## Verbindingsspoor
12/1: Y Driehoekstraat (lijn 27A) - Y Sint-Mariaburg (lijn 12), enkelspoor - geëlektrificeerd.